# Psicologia transpessoal
A Psicologia Transpessoal é uma escola da Psicologia considerada por Abraham Maslow (1908-1970) como a "Quarta Força da Psicologia", sendo a primeira força a Psicanálise, seguida da Psicologia comportamental, e a terceira a Psicologia humanista. É uma forma de sincretismo teórico, que abarca conteúdos de muitas escolas psicológicas, como as teorias de Carl G. Jung, Abraham Maslow, Viktor Frankl, Ken Wilber e Stanislav Grof. 

## Origem
Surgiu em 1967 junto com Movimentos do Potencial Humano e New Age nos EUA, pelo pensamento de Maslow, que dizia que o ser humano necessitava transcender sua Psique (pessoal), conectando-se ao "Todo", ou a outras realidades mais abrangentes (transpessoais).

## Conceitos
A Psicologia transpessoal tem como objeto o estudo da Consciência e de seus  Estados não ordinários e, neste sentido, congrega vários Recursos Técnicos como a Hipnose, a Meditação, o Relaxamento, e (no campo da pesquisa) experiência com alucinógenos (Grof, Huxley), além dos Estados Místicos de  Tradições  Espirituais. Vários autores como Ken Wilber, e Stanislav Grof, propõem Cartografias da Consciência. A Abordagem transpessoal tem atraído cientistas de diferentes áreas como Goswami e Rocha Filho, que fazem a conexão entre o conhecimento científico padrão e as observações e proposições transpessoais. 
A Psicologia transpessoal se propõe a dialogar com a Física quântica, na busca da compreensão dos fenômenos que ultrapassam o conceito da física clássica e dos princípios energéticos e temporais que são estudados em linhas de pesquisa diferenciadas como Física e Psicologia, ainda que, haja pouca ou nenhuma relação comprovada cientificamente entre as duas áreas, e isso faz com que a área se relacione com o misticismo quântico, que é um conjunto de crenças pseudocientíficas em torno da física.
A disciplina busca a integração entre aspectos espirituais e transcendentais da experiência humana, com a estrutura da psicologia moderna. Questões consideradas na psicologia transpessoal incluem o auto-desenvolvimento espiritual, o "além do ego", experiências de pico, experiências místicas, transe, crises espirituais, evolução espiritual, conversão religiosa, estados alterados de consciência e práticas espirituais diversas. 
Durante a década de 1950, nos EUA, havia um grande descontentamento com as escolas de pensamento Behaviorista e Freudiana, muito em função do baixo retorno às questões sociais em face do reducionismo característico dessas abordagens clássicas da Psicologia. Maslow era um dos principais críticos, que enfatizava que o Behaviorismo, estudando o comportamento humano comparativamente ao comportamento animal, era incapaz de abarcar toda a complexidade do fenômeno humano. Ele destacou a necessidade de que, além do comportamento, a consciência também devia ser estudada. Quanto à Psicanálise, Maslow dizia que era excessivamente centrada nos aspectos sexuais e patológicos da natureza humana.
Abraham Maslow e Anthony Sutich fundaram a Associação de Psicologia Humanista, lançando uma revista acadêmica para divulgar a escola. A proposta foi muito bem aceita por um grande número de psicólogos, tanto que muitos contribuíram com suas teorias naquela mesma época. A saber: Carl Rogers, com sua Abordagem Centrada na Pessoa (ACP); Viktor Frankl, com a Logoterapia; Fritz Perls e sua Gestalt-Terapia; e Alexander Lowen, com a Bioenergética. A ênfase destas teorias humanistas está no presente, no aqui e agora, e na capacidade de mudança, de escolha, baseado nas escolas filosóficas Fenomenologia e Existencialismo, respectivamente. Maslow afirmava que a Psicologia Humanista era apenas o berço de uma escola mais abrangente, a Psicologia transpessoal.
Os trabalhos de Tabone (2003), "A Psicologia Transpessoal: Introdução à nova visão da Consciência em Psicologia e Educação",  e Boainain Jr. (1998), "Tornar-se Transpessoal: Transcendência e Espiritualidade" na obra de Carl Rogers apresentam respectivamente uma visão geral de algumas das principais abordagens transpessoais e um histórico do movimento.

### Principais temas
- Lajoie e Shapiro (1992) revisaram quarenta definições de Psicologia Transpessoal citadas na literatura entre 1969 e 1991 e selecionaram os cinco principais temas encontrados nessas definições. 1) Estados alterados de consciência; 2) o Eu superior; 3) além do ego ou além do self pessoal; 4) transcendência e 5) espiritualidade.
- Walsh e Vaughan (1993) fizeram críticas a muitas das definições de psiclogia transpessoal, por estarem carregadas de pressupostos ontológicos e metodológicos. Eles também desafiaram as definições que ligam a Psicologia transpessoal apenas a estados saudáveis, ou à Filosofia Perene. Esses autores definiram a Psicologia transpessoal como um ramo da psicologia ligado às experiências transpessoais e fenômenos correlatos, destacando que "Esses fenômenos incluem as causas, efeitos e outros correlatos de experiências transpessoais, bem como as disciplinas e práticas inspiradas por esses fenômenos" (Walsh & Vaughan, 1993, p.203).

## Críticas e Desafios
- A principal crítica à Psicologia Transpessoal decorre de sua proximidade com o universo religioso, sobretudo espírita. Muitos profissionais que se autodeclaram "psicoterapeutas transpessoais", ou que afirmam ter suas práticas profissionais situadas no campo da Psicologia Transpessoal precisam esclarecer melhor de que modo se dá a interface de suas práticas e teorias com o saber religioso e o conhecimento científico. No entanto, é fundamental o entendimento de que a Psicologia Transpessoal trabalha com 4 pilares fundamentais: os campos de energia físico, emocional, mental e espiritual, ou seja, a Psicologia Transpessoal não está necessariamente relacionada a religiões, mas à espiritualidade, a partir de uma perspectiva de conexão com o "Todo", de forma holográfica, por isso, inclusive, pode ser considerada uma abordagem holística;
- A Psicologia Transpessoal, e mais especificamente, a psicoterapia transpessoal, dão alta credibilidade a experiências clínicas anedóticas, ao invés de pesquisas científicas[1];
- O campo da psicologia transpessoal é criticado por carecer de rigor conceitual, probatório e científico. Em uma revisão das críticas do campo, escreve Cunningham, "os filósofos criticaram a psicologia transpessoal porque sua metafísica é ingênua e a epistemologia é subdesenvolvida. A multiplicidade de definições e a falta de operacionalização de muitos de seus conceitos levaram a uma confusão conceitual sobre a natureza da própria psicologia transpessoal (ou seja, o conceito é usado de forma diferente por diferentes teóricos e significa coisas diferentes para pessoas diferentes). Os biólogos têm criticado a psicologia transpessoal por sua falta de atenção aos fundamentos biológicos do comportamento e da experiência. Os físicos têm criticado a psicologia transpessoal por acomodar inadequadamente a física em conceitos como explicações da consciência."[2]
- A abordagem Transpessoal é amplamente utilizada por terapeutas que não são graduados em psicologia, e a falta de estudos científicos nessa perspectiva de atuação dificulta a sua expansão no meio acadêmico, além de ir na contramão da busca por uma psicologia baseada em evidências;[3]
- As bases epistêmicas da Psicologia transpessoal se situam nas abordagens Inter e Transdisciplinar, estudos mais aprofundados sobre essas bases são requeridos, bem como sobre suas dimensões hermenêuticas. Além disso, o diálogo com a Psicologia da religião, e as Ciências da Religião e Psicologia anomalística podem ser aprofundados;
- As bases epistêmicas da Psicologia transpessoal podem contribuir para ampliar o diálogo da psicologia com outras racionalidades "médicas", possibilitando que os profissionais contribuam para a construção de Políticas públicas, como por exemplo a Política Nacional de Práticas Integrativas e Complementares (PNPIC), que dão espaço para o uso de práticas holísticas e que não possuem comprovação científica de eficácia.[4]